# (2704) Julian Loewe
(2704) Julian Loewe (1979 MR4; 1956 GK; 1978 ER2; 1978 GF1) ist ein ungefähr fünf Kilometer großer Asteroid des inneren Hauptgürtels, der am 25. Juni 1979 von den US-amerikanischen Astronomen Schelte John Bus und Eleanor Helin am Siding-Spring-Observatorium in der Nähe von Coonabarabran, New South Wales in Australien (IAU-Code 260) entdeckt wurde.

## Benennung
(2704) Julian Loewe wurde 1983 nach dem Wissenschaftler Julian Loewe, der Schreiber für die Pasadena Star News war, benannt. Er schrieb über Projekte des California Institute of Technology und des Jet Propulsion Laboratory.